# Ballo a Bougival
Ballo a Bougival è un dipinto a olio su tela di 181 × 98 cm realizzato nel 1883 dal pittore francese Pierre-Auguste Renoir. È conservato nel Museum of Fine Arts di Boston che lo acquistò per 150 000 dollari nel 1937. Il dipinto raffigura Suzanne Valadon e Paul Auguste Llhote. L'artista voleva ritrarre uno spaccato di vita mondana parigina, come fece con il Ballo in campagna e Ballo in città.

## Descrizione
I due ballerini riempiono il centro dell'opera con movimenti delicati. Il volto della donna è incorniciato da un grazioso cappellino rosso e appare radioso. Il suo ampio vestito dona colore alla tela, contrastando lo scuro dell'abito dell'accompagnatore. Il volto dell'uomo è coperto da un cappello di paglia intrecciata e sembra rivolto verso la donna con cui si sta ballando. Sullo sfondo emerge l’ambiente rustico del posto, con un tavolo dove è seduta una giovane coppia intenta a chiacchierare e a bere e, più in là, si possono notare tra le foglie altre persone in piedi e sedute: tutti sono vestiti elegantemente e gli uomini sullo sfondo indossano cappelli a cilindro. La delicatezza della coppia danzante è come un punto di contrasto con lo sfondo campagnolo dai toni del giallo-verde. 

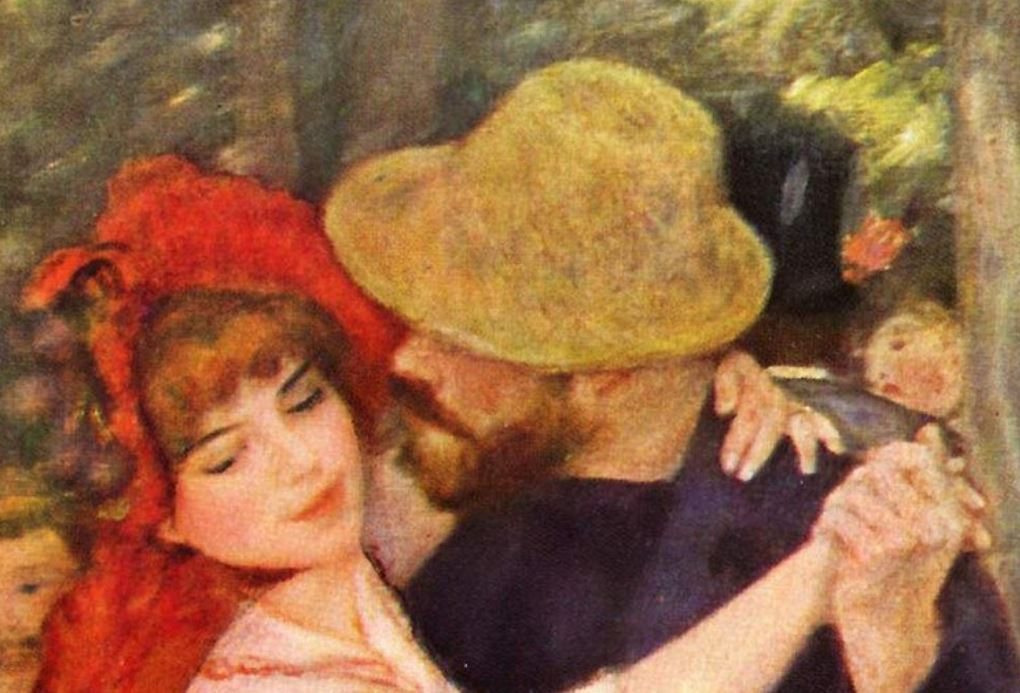
particolare del volto degli innamorati

Le tonalità cromatiche sono accese e intense, conferendo al dipinto un senso di gioia e di armonia. Per la prima volta, Renoir si allontana dall'impressionismo tradizionale perché ritiene di aver ormai utilizzato ogni tecnica della corrente: decide quindi di optare per qualcosa di nuovo. Aggiunge dettagli articolati all'opera, come vide due anni prima nei dipinti di Raffaello Sanzio a Roma, creando così un nuovo stile pittorico, chiamato in seguito stile aigre.